# CLPホールディングス

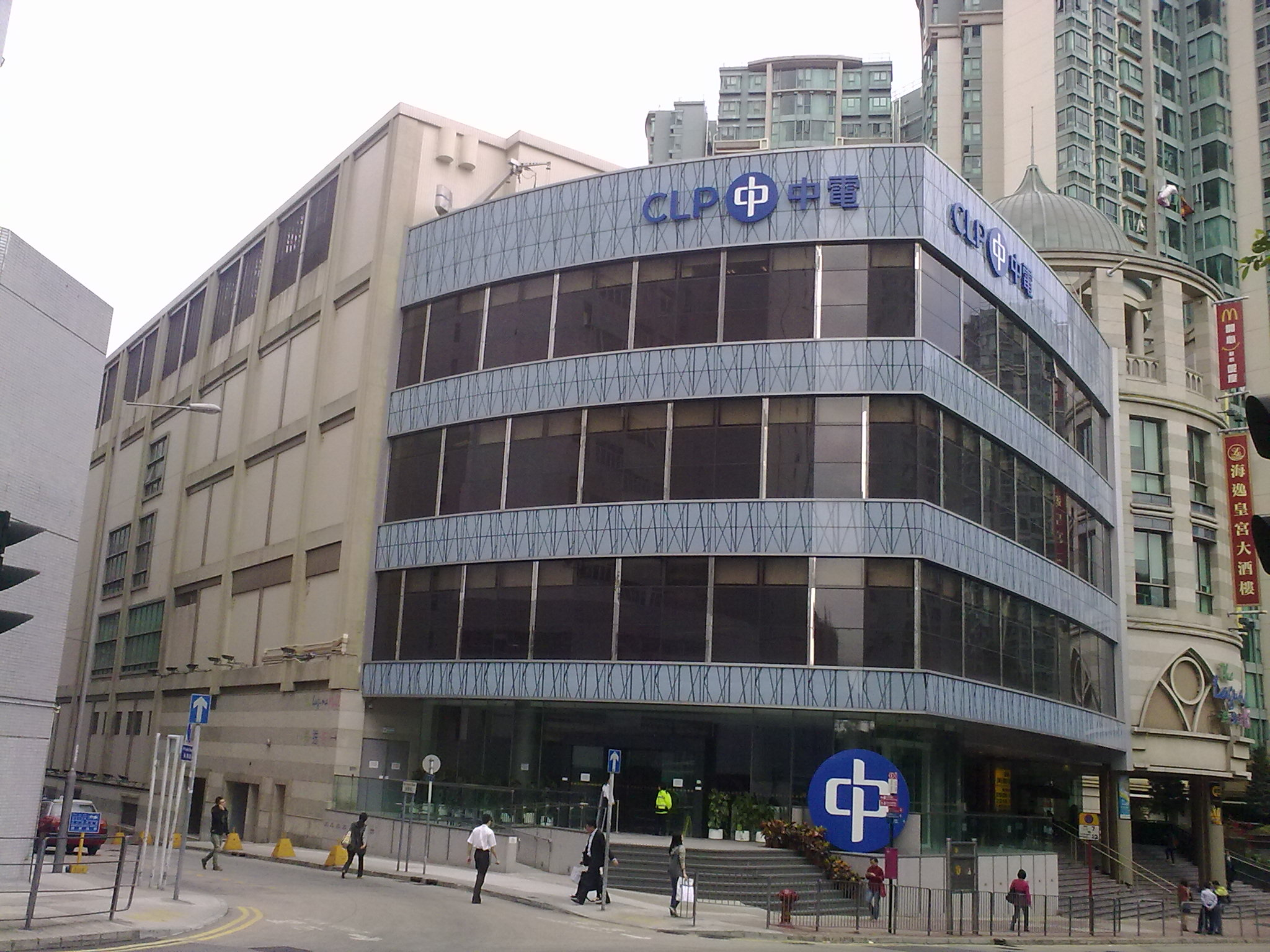
CLPホールディングの紅磡本部

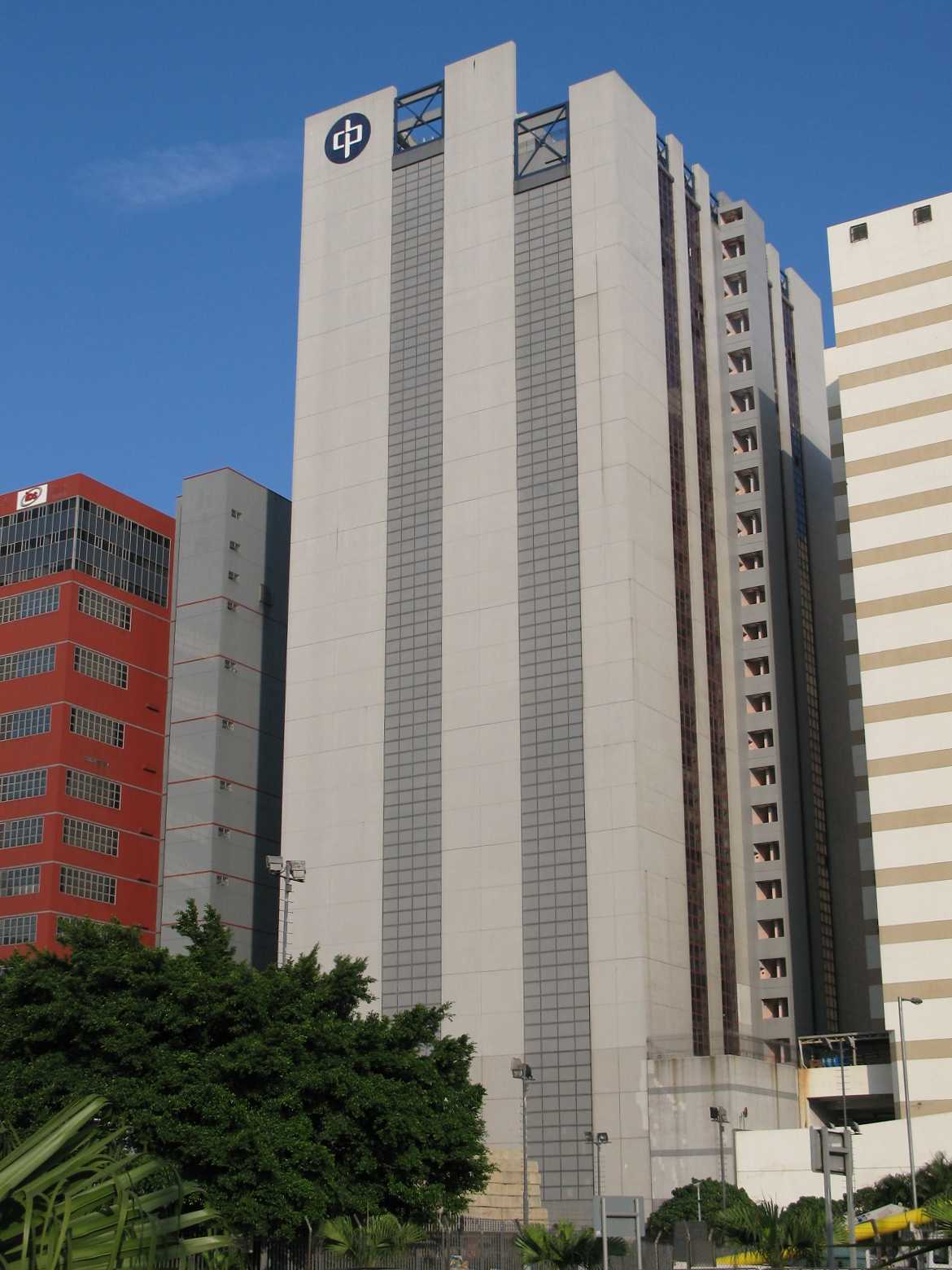
CLPホールディングの沙田センター

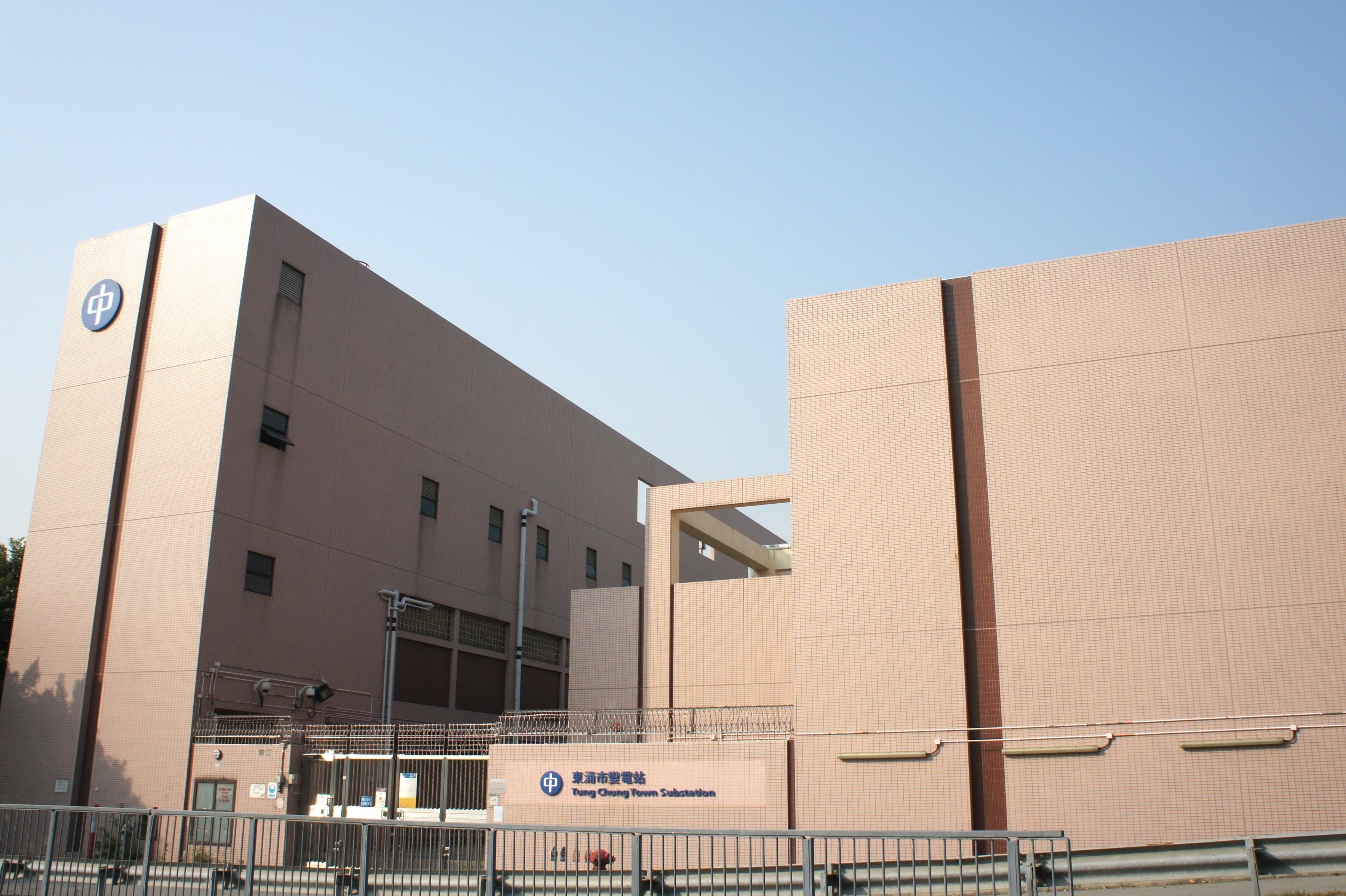
CLPホールディングの東涌市変電所

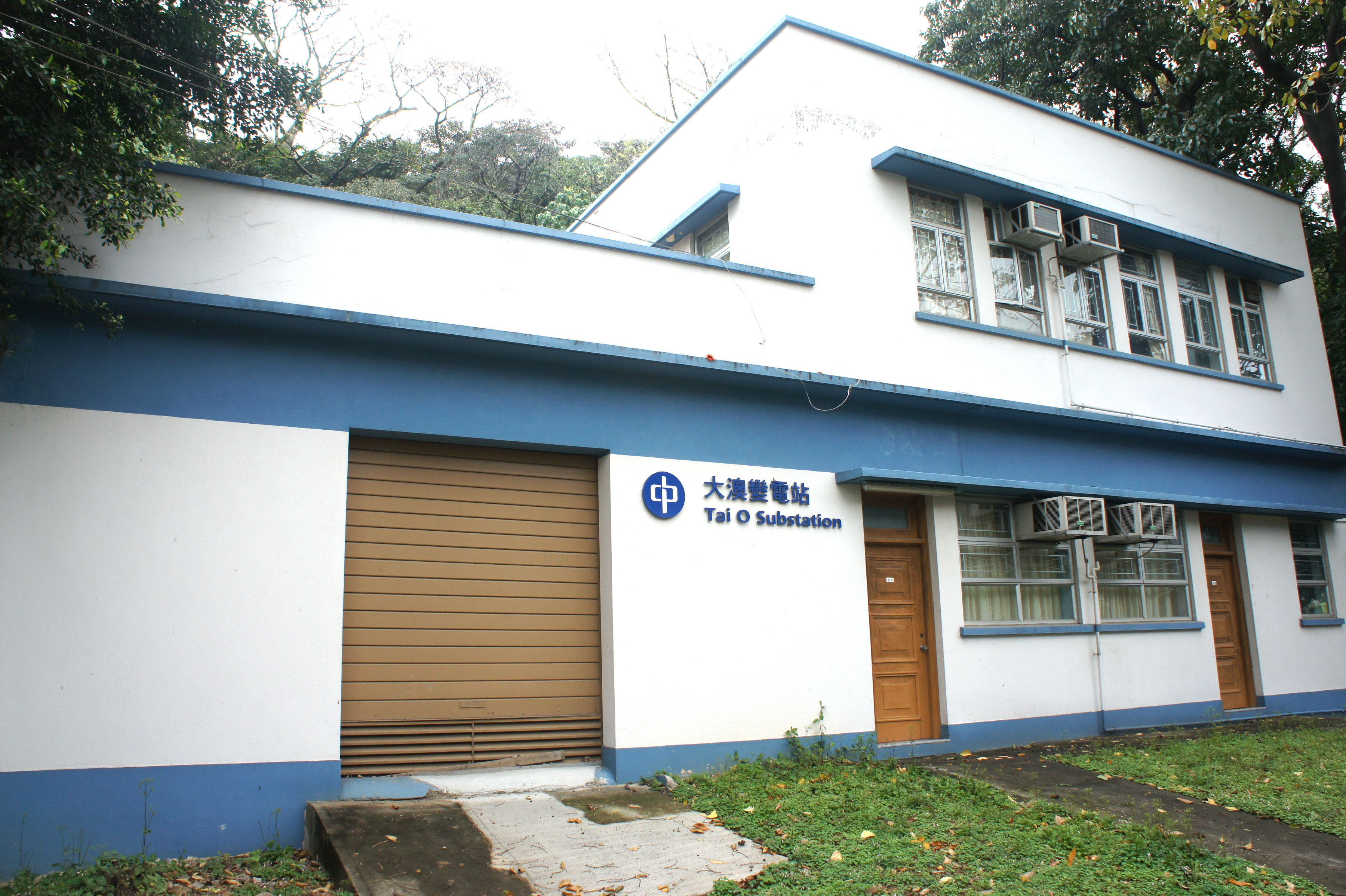
CLPホールディングの大澳変電所

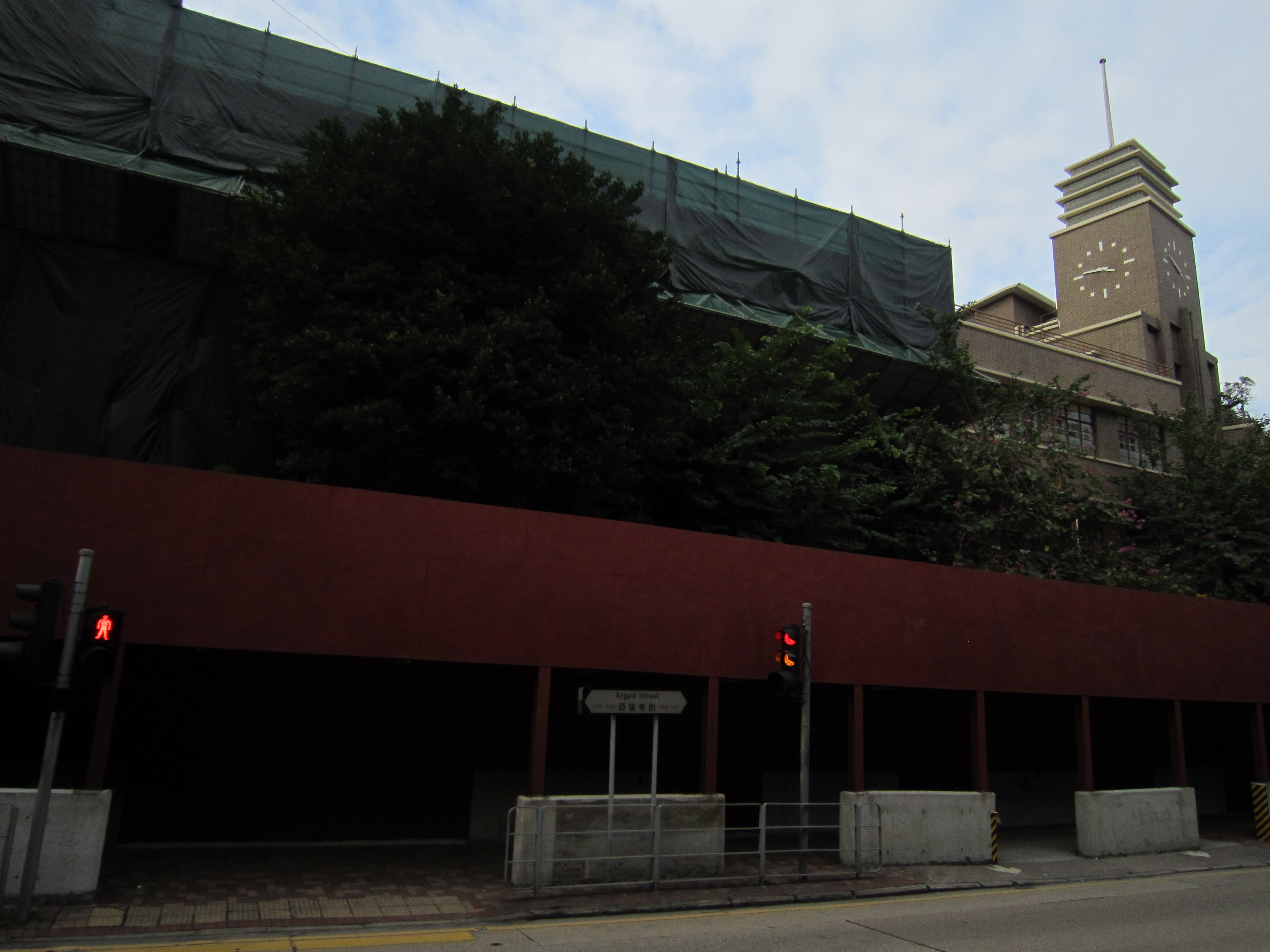
CLPホールディングの何文田旧本部

CLPホールディングス（シーエルピーホールディングス、英語: CLP Holdings、中国語: 中電控股）は、香港大手の垂直統合型電力会社、香港株式市場上場企業である。香港だけではなく、中国大陸、オーストラリア、インド、東南アジア、台湾で発電資産を保有し、エネルギー発電および小売を経営していて、エネルギー源は石炭、天然ガス、原子力、再生可能エネルギーなど発電所を保有している。
子会社CLPパワー（シーエルピーパワー、英語: CLP Power、中国語: 中華電力）がCLPホールディングスに100%所有され、アジアにおける最大の投資企業所有の電力会社であり、香港の九龍と新界地区（ラマ島を除く）の唯一電力会社、240万世帯に給電している。
1930年代から香港&上海ホテルズを経営するユダヤ系のカドゥーリー家が経営に参画しており、2024年時点の会長もマイケル・カドゥーリーである。